# باشگاه فوتبال برونکوس
باشگاه فوتبال برونکوس یک باشگاه فوتبال در چولوتکا، هندوراس بود.